# Florentina de Cartagena
Florentina (Cartagena, ca. 550 - ca. 612) va ser una religiosa visigoda, fundadora de diversos monestirs femenins, germana d'Isidor de Sevilla i Leandre de Sevilla. És venerada com a santa per diverses confessions cristianes.

## Biografia
Filla de Severià, noble hispanoromà, i Túrtura, va néixer a Cartagena cap al 542, tercera de cinc germans, entre els quals hi havia els sants Isidor, Leandre i Fulgenci. Aviat, la família es traslladà a Sevilla i hi consagrà la seva vida a la religió. Com d'altres germans seus, gairebé no se'n conserven dades de la vida.

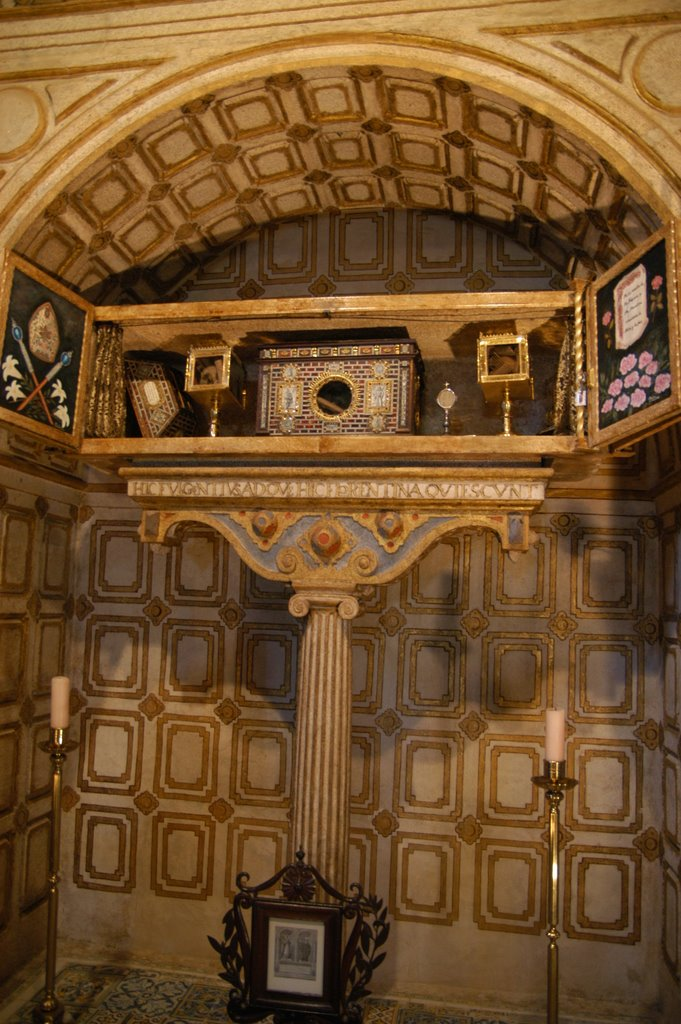
Reliquiari dels sants Fulgenci i Florentina a Berzocana (Cáceres).

Potser influïda per Leandre, que havia estat monjo abans que bisbe, va fer-se monja, abans del 600. Va formar una comunitat monàstica amb altres dones: algunes fonts diuen que era a la rodalia d'Écija (Astigi), on el seu germà Fulgenci era bisbe, al convent de Santa María del Valle. Dona de gran cultura, va fundar uns quaranta monestirs, als quals va donar la regla que havia escrit Leandre de Sevilla al seu Regula, sive, Libellus de institutione virginum et de contemptu mundi ad Florentinam sororem, tot i que, més que una regla, és un escrit que lloa la virginitat i el retir com a mitjans per assolir la perfecció cristiana, a més de la temperança en el menjar, beure, etc.
Isidor li dedicà la seva obra De fide catholica contra Judæos.

## Veneració
Florentina és venerada com a santa des del temps de la seva mort. La seva festivitat és el 20 de juny i a Plasència, el 14 de març, aniversari de la translació de les seves relíquies. És la santa patrona de la diòcesi de Cartagena i de la diòcesi de Plasència (Càceres). Les seves restes van ésser traslladades, per mantenir-les salves durant la invasió musulmana, a la serra de Guadalupe (Extremadura), i van ésser trobades al segle xiv a l'església de San Juan Bautista del poble de Berzocana (Càceres), juntament amb les del seu germà Fulgenci. Una petita part se'n portà a l'Escorial i una altra a l'altar major de la Catedral de Múrcia.